# Abagrotis brunneipennis
Abagrotis brunneipennis (tên tiếng Anh: Yankee Dart) là một loài bướm đêm thuộc họ Noctuidae. Nó được tìm thấy ở Newfoundland phía tây đến đảo Vancouver, phía nam đến phía tây miền trung Oregon, Utah, Colorado và North Carolina.
Sải cánh dài 33–37 mm (1,3–1,5 in). Con trưởng thành bay vào tháng 8 đến tháng 9 làm một đợt.
Ấu trùng ăn nhiều loại thực vật thân gỗ, bao gồm Vaccinium. Chúng cũng có thể ăn lá rụng trong suốt mùa đông.